# Hippo und der Süßwasserkarl
Hippo und der Süßwasserkarl ist eine 26-teilige Serie (in zwei Staffeln) der Augsburger Puppenkiste für das bundesdeutsche Sandmännchen aus den Jahren 1981 und 1982.

## Handlung
Auf dem Schweizer Fluss Aare fahren unter vielen anderen Booten auch kleinere Boote, wie das Schiff Ella, das dem Kapitän Karl, der von jedem nur „Süßwasserkarl“ genannt wird, gehört. Hippo ist ein Flusspferd und der beste Freund von Karl. Zusammen erleben sie auf ihrem Schiff die schönsten Abenteuer, zum Beispiel begegnen sie einem Taucher oder Enten, die sich nicht wie Enten verhalten.

## Hintergrund
Die 26-teilige Serie wurde 1981 und 1982 auf der Aare in der Schweiz gedreht. Es war die letzte Serie der Augsburger Puppenkiste für das Sandmännchen und wurde vom Norddeutschen Rundfunk in Auftrag gegeben. Die Ausstrahlung erfolgte in zwei Staffeln wurde im September 1982 und Dezember 1983 in der ARD ausgestrahlt.

## Medien
2011 erschien die DVD zur kompletten Serie bei S.A.D. Home Entertainment.